# فرناندو مونتيرو
فرناندو مونتيرو (بالإسبانية: Fernando Montero)‏ (1 نوفمبر 1948 في كوستاريكا - ) هو مدرب كرة قدم ولاعب كرة قدم كوستاريكي في مركز الهجوم. شارك مع منتخب كوستاريكا لكرة القدم. أما مع النوادي، فقد لعب مع ميونيسيبال ونادي كارتاهينيس وA.D. Carmelita ‏ وC.D. Platense Municipal Zacatecoluca ‏ والرابطة الرياضية في ليمون وClub España ‏ ونادي هيريديانو ونادي أكويلا.